# The Magic Position
The Magic Position ist das dritte und bisher kommerziell erfolgreichste Studioalbum des britischen Musikers Patrick Wolf. Es erreichte Platz 40 der britischen Album-Charts, in den USA erreichte es Platz 42 der Billboard Top Heatseekers.

## Aufnahmen
Die Aufnahmen begannen im Sommer 2005 im Londoner Tonstudio The Vergers Cottage und wurden im Dezember 2005 nach Wien in die Feedback Studios verlegt. Als Gastsänger ist Edward Larrikin in Accident & Emergency zu hören, im Duett Magpie übernahm Marianne Faithfull die Rolle der Elster. Der erste Mix fand im Sommer 2006 in den Eastcote Studios statt, das erste Mastering vom 30. Juni 2006 wurde verworfen und am 7. Juli 2006 von Doug Shearer im Townhouse-Studio wiederholt. Die endgültige Version wurde im Januar 2007 remastered. Noch vor der offiziellen Veröffentlichung präsentierte Wolf das Album am 30. März 2006 im Bloomsbury Theatre.

## Inhaltliche Konzeption
Das Album unterscheidet sich stilistisch deutlich von Patrick Wolfs beiden vorherigen Alben, seinem Debüt Lycanthropy und dessen Nachfolger Wind in the Wires, durch seine heiterere Grundstimmung. Exemplarisch für die von Patrick Wolf (auch auf Druck der Plattenfirma) betriebene Annäherung an die Mainstream-Popkultur steht der Titelsong des Albums, der auch die zweite Single-Auskopplung daraus war und den Künstler einem breiteren Publikum bekannt machte.
Die Entfernung des Künstlers von seinem Image als einsamer Wolf oder Werwolf wird schon auf dem Coverbild des Albums deutlich, wo Patrick Wolf auf einem Karussell reitet, das mit mehreren Plastiktieren bestückt ist. Die tierischen Bestien, die in anderen Alben und Liedern wichtige Rollen spielen (vor allem im Debütalbum Lycanthropy oder in der dem Album nachfolgenden 2009er-Single Vulture), erscheinen hier als gezähmte Kinderspielzeuge.
Trotz des relativ großen geschäftlichen Erfolgs des Albums (# 40 in den britischen Charts) kam es kurz darauf zum Bruch zwischen Patrick Wolf und der Plattenfirma Loog sowie infolgedessen wieder zu einer Entfernung des Künstlers vom musikalischen Mainstream und einer Rückwendung zu düstereren Klängen.

## Titelliste
1. Overture – 4:40
2. The Magic Position – 3:53
3. Accident & Emergency – 3:17
4. The Bluebell – 1:11
5. Bluebells – 5:17
6. Magpie – 3:57
7. The Kiss – 1:05
8. Augustine – 4:19
9. Secret Garden – 1:49
10. Get Lost – 3:17
11. Enchanted – 2:07
12. The Stars – 3:51
13. Finale – 1:57

## Singles
Die erste Single-Auskoppelung aus dem Album war Accident & Emergency mit den B-Seiten Ari’s Song (einem Cover von der Sängerin Nico), Underworld und Adder. Als zweite Single folgte Bluebells und als dritte The Magic Position mit den B-Seiten The Marriage und dem Larrikin-Love-Cover On Sussex Downs.